# هينريتش شميت (سياسي)
هينريتش شميت (بالألمانية: Heinrich Schmitt)‏ هو مقاوم وسياسي ألماني، ولد في 6 أكتوبر 1895 في ألمانيا، وتوفي في 13 أغسطس 1951 في نفس البلد. حزبياً، نشط في الحزب الشيوعي في ألمانيا. وقد انتخب عضو مجلس الشيوخ ولاية بافاريا وانتخب عضو مجلس النواب الألماني للجمهورية فايمار.

## روابط خارجية
- هينريتش شميت على موقع مونزينجر (الألمانية)